# Draculo pogognathus
Draculo pogognathus är en fiskart som först beskrevs av Gosline, 1959.  Draculo pogognathus ingår i släktet Draculo och familjen sjökocksfiskar. Inga underarter finns listade i Catalogue of Life.